# Ducati Extreme
Ducati Extreme es un videojuego de carreras de motocicletas con licencia de Ducati para teléfonos móviles con J2ME. Fue lanzado en dos versiones: 2D y 3D. La versión 2D fue desarrollada por Blue Beck y publicado por MForma y Vir2L Studios mientras que la versión 3D fue desarrollada y publicada por Vir2L Studios en conjunto con Superscape. La versión 2D fue lanzada en 2004 mientras que la versión 3D en 2005.

## Jugabilidad
El objetivo del juego es conducir una Ducati a través de Italia desde Cortina hasta Erice superando desafíos en diferentes circuitos. Se puede conseguir dinero al ganar premios o apostando contra los oponentes que luego puede usarse para comprar mejoras para la moto o comprar una nueva.

## Recepción
Adam Stretton de Pocket Gamer dijo que tiene "el demonio de la velocidad de un racer, que combina el refinamiento visual con muchas emociones de carreras".